# Marco Áquila Juliano
Marco Áquila Juliano (em latim: Marcus Aquila Iulianus) foi um senador romano eleito cônsul em 38 com Públio Nônio Asprenas. Seu pai chamava-se Caio Júlio. Aparentemente foi adotado por Marco Arrúncio Áquila, cônsul sufecto em 66.